# جاك سونغو
جاك سونغو (بالفرنسية: Jacques Songo'o)‏ (مواليد 17 مارس 1964) هو لاعب كرة قدم. يلعب مع منتخب الكاميرون لكرة القدم. سبق له أن لعب في كأس العالم لكرة القدم مع منتخب بلاده.

## روابط خارجية
- جاك سونغو على موقع الاتحاد الدولي (مؤرشف)  (الإنجليزية)
- جاك سونغو على موقع رابطة كرة القدم الفرنسية للمحترفين (الإنجليزية)
- جاك سونغو على موقع قاعدة بيانات كرة القدم.إي يو (الإنجليزية)
- جاك سونغو على موقع ناشيونال فوتبول تيمز (الإنجليزية)
- جاك سونغو على موقع عالم كرة القدم.نت (الإنجليزية)
- جاك سونغو على موقع أوليمبيديا (الإنجليزية)